# حلم ليلة صيف (فلم 1935)
حلم ليلة صيف (بالإنجليزية: A Midsummer Night's Dream) هو فيلم كوميدي تم إنتاجه في الولايات المتحدة وصدر في سنة 1935.

## ترشيحات وجوائز
| السنة | الحدث  | الفئة              | النتيجة  |
| ----- | ------ | ------------------ | -------- |
|       | أوسكار | أفضل تصوير سينمائي | فـــــوز |

## الميزانية والإيرادات
بلغت تكلفة إنتاج الفيلم حوالي 981,000 دولار بينما حقق أرباحا تقدر بـ 1.229 مليون دولار.

## وصلات خارجية
- مقالات تستعمل روابط فنية بلا صلة مع ويكي بيانات